# Thelyphonus klugii
Thelyphonus klugii är en spindeldjursart som beskrevs av Kraepelin 1897. Thelyphonus klugii ingår i släktet Thelyphonus och familjen Thelyphonidae. Inga underarter finns listade i Catalogue of Life.